# کرکک
کرکک، روستایی در دهستان رمشک بخش چاه دادخدا شهرستان قلعه‌گنج در استان کرمان ایران است.

## جمعیت
بر پایه سرشماری عمومی نفوس و مسکن در سال ۱۳۹۵، جمعیت این روستا برابر با ۷۳ نفر (۲۳ خانوار) بوده‌است.